# Giovanni Battista Susio
Giovanni Battista Susio (Mirandola, 27 novembre 1519 – Mantova, 21 maggio 1583) è stato un medico e umanista italiano, celebre per aver scritto alcuni trattati contro la pratica cavalleresca del duello.

## Biografia

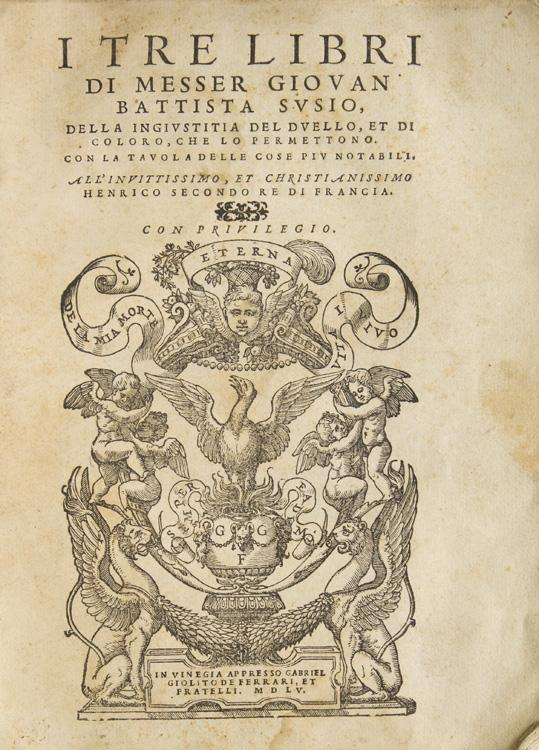
I tre libri di Messer Giovan Battista Susio, della ingiustitia del duello, et di coloro, che lo permettono. Con la tavola delle cose piu notabili (Venezia, 1555)

Figlio del carpigiano Giampietro Baraldi (che dovette emigrare a Mirandola e cambiare cognome per la vergogna a seguito di un grosso delitto commesso ad Ancona dal fratello Battista, condannato a morte, ma con pena poi convertita in reclusione a vita per intercessione di Alberto Pio; la famiglia ritornò a Carpi verso il 1574) e di Camilla De Ruola, Giovan Battista Susio compì gli studi universitari in medicina a Ferrara e Bologna, dove scrisse un'opera in tre libri sul sistema venoso. Trasferitosi a Padova e Venezia per completare la formazione medica e umanistica, fu medico e segretario personale del patriarca di Aquileia Giovanni Grimandi. Fu corrispondente di Pietro Aretino e del compaesano Antonio Bernardi, con cui dissertò sulla liceità del duello cavalleresco. Sospettato di eresia nel 1550, venne imprigionato e torturato dalla Santa Inquisizione, abiurando poi il 22 marzo 1553 a Roma. Ritornato alla Mirandola, scrisse Della ingiustizia del duello et di coloro che lo permettono, che durante le discussioni al Concilio di Trento fu uno dei testi a sostegno degli oppositori a tale pratica cavalleresca. In particolare, le tesi di Susio si opponevano a quelle di Girolamo Muzio, Sebastiano Fausto da Longiano e Giovanni Battista Possevino. Nel 1562 si trasferì a Mantova alla corte di Cesare Gonzaga e del figlio Ferrante II Gonzaga, dove fu "professore d'onore" in numerose dispute. In particolare difese il conte Ercole Ercolani che si rifiutava di duellare contro Carlo Antonio Desideri ed espresse un parere sulla disputa tra il bresciano Ferrante Averoldi e il vicentino Nicolò Chierogatti, aspramente criticato da Muzio.

## Opere
Trattati medici

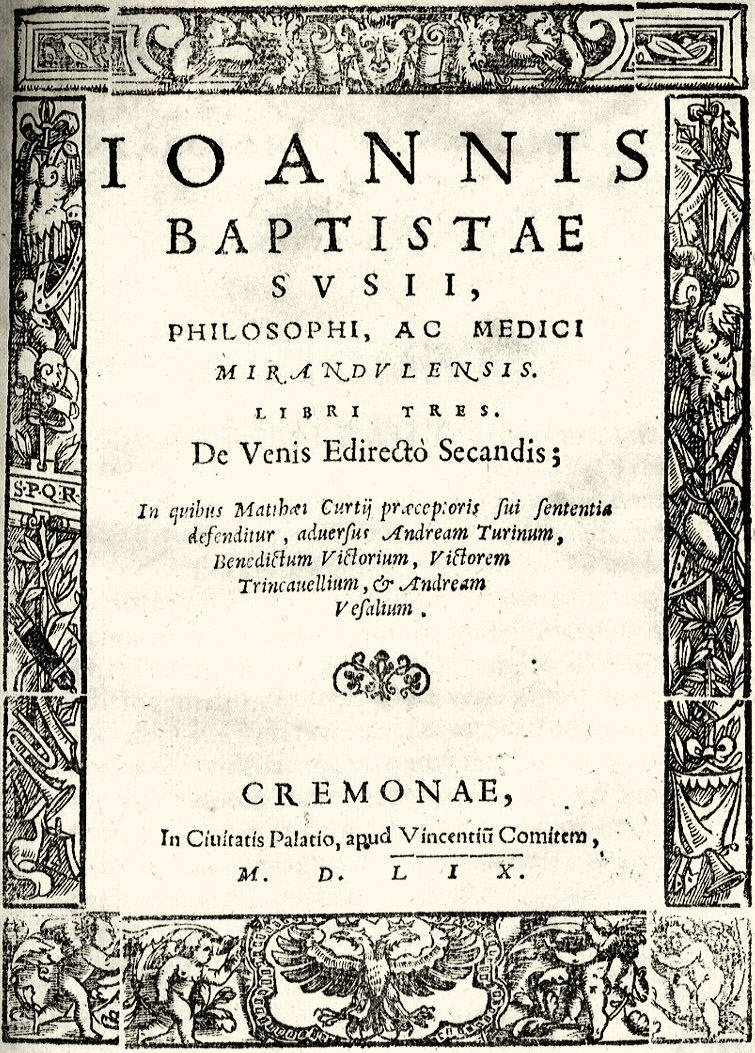
De venis edirecto secandis (Cremona, 1559)

- De venis edirecto secandis; in quibus Matthaei Curtij praeceptoris sui sententia defenditur, Cremona, Conti, 1559, SBN PUVE014812.
- Liber de sanguinis mittendi ratione, Basilea, 1559, SBN LO1E005192.
- Trattato che sia giovevole rimedio il trarre del sangue nelle volgari varuole, ferse e petecchie, Venezia, De' Franceschi, 1571, SBN UBOE027277.
- Libro del conoscere la pestilenza, vol. 1, Mantova, Ruffinello, 1576, SBN BVEE007552.
- Libro del conoscere la pestilenza, vol. 2, Brescia, Turlini, 1579, SBN RMLE00690.

Trattati sul duello
- Della ingiustizia del duello et di coloro che lo permettono, Venezia, Giolito, 1555, SBN BVEE007669.
- Parere intorno alle cose passate fra 'l signor Ferrante Aueroldi il figlio brisciano, & il signor Nicolò Chieregatti Vicentino, SBN BVEE014894.
- Lettera in difesa di se stesso da alcune imputationi dategli dal S. Mutio Iustinopolitano sotto spetie di confutar un suo parere, intorno alle cose prima passate fra 'l S. Ferrando Aueroldo, & il S. Nicolò Chieregatto, Mantova, SBN BVEE008584.
- Oratione al Christianissimo et invittissimo Henrico III re di Francia e di Polonia, Mantova, Rossinello, 1574, SBN UBOE005114.